# Franck Lavaud
Pour les articles homonymes, voir Lavaud.
Franck Lavaud, né le 16 février 1903 à Jérémie, mort le 27 février 1988 à Paris, est un militaire et homme politique haïtien, président de la république par intérim une première fois du 11 janvier 1946 au 16 août 1946, puis une seconde fois du 10 mai 1950 au 6 décembre 1950. Chef d'État-Major de l'Armée d'Haïti à la fin de la Seconde Guerre mondiale, il acquiert par la suite une réputation de chef de guerre et jouit d'une importante popularité auprès des militaires et des classes aisées. Proche du colonel Paul Magloire, il le soutient lors de l'élection présidentielle de 1950, puis part en exil en 1957 après la prise de pouvoir de François Duvalier.

## Biographie
Officier supérieur et chef d'état major de l'armée haïtienne, le général Franck Lavaud se retrouvera à exercer la fonction de chef d'état république d'Haïti par deux fois, à la suite, chaque fois, de troubles politiques. 
Le 11 janvier 1946, à la tête d'une junte militaire qui prend le pouvoir laissé vacant par la fuite du président mulâtre Élie Lescot, parti se réfugier aux États-Unis, en raison de la révolte populaire contre son régime autoritaire, mulâtre à peau claire, formé aux États-Unis (West Point) on le dit proche des élites, en réalité son action est toute tournée vers l'organisation d'élections justes et démocratiques. L'élection de Dumarsais Estimé, progressiste noir, est considérée comme une preuve de sa neutralité.
Le 10 mai 1950, face à la volonté du président Dumarsais Estimé de modifier la constitution en sa faveur, le même groupe de militaires reconnu pour son action en 1946 et à nouveau mené par le général Franck Lavaud, chef de l'état major de l'armée d'Haïti Antoine Levelt et Paul Magloire le contraigne à démissionner. Léon Dumarsais Estimé part en exil. Le nouveau régime dirigé par la junte est reconnu par les États-Unis le 5 juin et, le 8 octobre 1950, comme en 1946, des élections démocratiques sont organisées par la junte et son chef le général Franck Lavaud, qui refuse d'être candidat, malgré quelques sollicitations. Bénéficiant de la bonne image de la junte militaire, c'est finalement le colonel Paul Magloire, candidat du Parti des travailleurs et des agriculteurs, qui avait quitté la junte militaire préalablement, qui est élu président.
En mai 1951, désirant s'éloigner du pouvoir qu'il cautionne de moins en moins, il est envoyé en tant que diplomate à Paris, où il construira les prémices d'une relation bilatérale de meilleur équilibre. Il démissionnera lorsqu'il reçut l'injonction de se rendre à New York comme représentant d'Haïti auprès de l'ONU, sans avoir été consulté.
Il restera en exil à Paris à la suite de l'arrivée au pouvoir de François Duvalier jusqu'à sa mort en 1988. Il reçut à cette occasion un hommage du président nouvellement élu Leslie Manigat.